# هربرت فیلدز
هربرت فیلدز (انگلیسی: Herbert Fields؛ ۲۶ ژوئیه ۱۸۹۷ – ۲۴ مارس ۱۹۵۸) فیلم‌نامه‌نویس اهل ایالات متحده آمریکا بود.